# ماركو بادالينو
ماركو بادالينو (بالإيطالية: Marco Padalino)‏ (مواليد 8 ديسمبر 1983 في فيغانيلو - سويسرا) لاعب كرة قدم سويسري يلعب حاليا لصالح نادي الدرجة الأولى سامبدوريا الإيطالي منذ 2008 في مركز الجناح الأيمن.

## روابط خارجية
- ماركو بادالينو على موقع الاتحاد الدولي (مؤرشف)  (الإنجليزية)
- ماركو بادالينو على موقع قاعدة بيانات كرة القدم.إي يو (الإنجليزية)
- ماركو بادالينو على موقع ناشيونال فوتبول تيمز (الإنجليزية)
- ماركو بادالينو على موقع Soccerway.com (الإنجليزية)
- ماركو بادالينو على موقع عالم كرة القدم.نت (الإنجليزية)
- ماركو بادالينو على موقع كووورة